# Xyris prolificans
Xyris prolificans är en gräsväxtart som beskrevs av Robert Kral. Xyris prolificans ingår i släktet Xyris och familjen Xyridaceae. Inga underarter finns listade i Catalogue of Life.